# Giants Stadium
Il Giants Stadium, spesso chiamato anche The Meadowlands, era uno stadio situato a East Rutherford, New Jersey, nel Meadowlands Sports Complex, che comprende anche il Meadowlands Racetrack e l'Izod Center. Ha ospitato fino alla stagione 2009 le partite casalinghe dei New York Giants e New York Jets della NFL, e i New York Red Bulls della MLS. Il Giants Stadium è stato sostituito nel 2010 dal MetLife Stadium.

## Momenti importanti
- 10 ottobre 1976: I Giants giocano qui la loro prima partita, perdendo contro i Dallas Cowboys di fronte a 76.042 spettatori.
- 23 ottobre 1976: Viene giocata la prima partita di football universitario, tra la Rutgers University e la Columbia University (47-0).
- 25 settembre 1977: I Jets giocano la loro prima partita in questo stadio, perdendo 20-12 contro i Baltimore Colts.
- 1º ottobre 1977: Pelé gioca la sua ultima partita, nell'amichevole tra Cosmos e Santos, giocando nel primo tempo con i Cosmos e nel secondo con la squadra brasiliana.
- 6 settembre 1984: I New York Jets si spostano definitivamente al Giants Stadium.
- 14 luglio 1985: I Baltimore Stars battono gli Oakland Invaders 28-24, nella finale del campionato USFL 1985, l'ultima partita nella storia della lega.
- agosto-settembre 1985: Bruce Springsteen e la E Street Band suonano in 6 concerti "tutto esaurito" per il loro Born in the U.S.A. Tour.
- giugno-luglio 1994: Il Giants Stadium è uno degli stadi dei Mondiali di Calcio 1994, ospitando nove partite, tra cui la semifinale Bulgaria-Italia.
- 5 ottobre 1995: La Santa Messa celebrata da Papa Giovanni Paolo II di fronte a 82.948 persone segna il record assoluto di presenze al Giants Stadium.
- giugno-luglio 1999: Lo stadio ospita 4 partite dei Mondiali di calcio femminile 1999, ospitando però solo partite dei gironi eliminatori
- 23 ottobre 2000: In quella che viene definita la più grande partita di Monday Night, i New York Jets rimontano dal 30-7 segnando 30 punti nel quarto quarto e altri 3 nei supplementari battendo i Miami Dolphins 40-37. La partita è conosciuta come Monday Night Miracle.
- 7 gennaio 2001: I Giants segnano il record di spettatori per una partita di football (78.765) con una vittoria per 20-10 in un match di playoff contro Philadelphia.
- luglio-agosto 2003: Bruce Springsteen e la E Street Band battono il loro stesso record con 10 esibizioni "tutto esaurito" durante il The Rising Tour.
- 3 agosto 2003: In questo stadio viene disputata la finale di Supercoppa italiana tra Juventus Milan, vinta dai bianconeri ai tiri di rigore.
- 19 settembre 2005: I New Orleans Saints giocarono in casa al Giants Stadium nella partita contro i Giants. La partita avrebbe dovuto essere giocata Louisiana Superdome, ma fu spostata a causa dei danni alla struttura causati dall'Uragano Katrina. Nonostante fossero formalmente la squadra di casa, i Saints usarono lo spogliatoio riservato agli ospiti.
- 7 luglio 2007: Il Giants Stadium ospita lo show americano del Live Earth. Gli artisti che si sono esibiti sono: Kenna, KT Tunstall, Taking Back Sunday, Keith Urban, Ludacris, AFI, Fall Out Boy, Akon, John Mayer, Melissa Etheridge, Alicia Keys, The Dave Matthews Band, Kelly Clarkson, Kanye West, The Smashing Pumpkins, Roger Waters, Bon Jovi e The Police.
- 18 agosto 2007: La partita tra i New York Red Bulls e i LA Galaxy, con 66.237 spettatori segna il record di presenze per una partita di MLS al Giants Stadium.
- 9 settembre 2007: Il giocatore dei New England Patriots Ellis Hobbs segna un record NFL ritornando in touchdown il calcio d'inizio del secondo tempo (108 yards) nella partita contro i Jets.
- 29 dicembre 2007: I Patriots chiudono imbattuti la stagione regolare vincendo 38-35 contro i Giants. Nel quarto periodo, il passaggio di 65 yard di Tom Brady che permette a Randy Moss di segnare un touchdown segna due record: per Brady, il maggior numero di passaggi-touchdown in una singola stagione (50); per Moss il maggior numero di ricezioni in touchdown in una singola stagione (23).
- 23 settembre e 24 settembre 2009: Al Giants Stadium atterra The Claw, del 360º Tour degli U2. In entrambe le date furono registrati sold out in pochi minuti e record di spettatori (84.472)[1]. I Muse aprirono gli shows come gruppo spalla alla band irlandese.
- 30 settembre, 2, 3, 8 e 9 ottobre: Bruce Springsteen ha il compito di suonare le ultime note che saranno ascoltate al Giants Stadium. Nei cinque concerti, il Boss eseguirà integralmente, uno alla volta, "Born to Run ", "Born in the U.S.A." (saranno suonati per intero due volte) e "Darkness on the Edge of Town".